# Ceratitis cosyra
Ceratitis cosyra
 es una especie de insecto del género Ceratitis de la familia Tephritidae del orden Diptera. 
Walker la describió científicamente por primera vez en el año 1849.